# Robert Jarry
Pour les articles homonymes, voir Jarry.
 (septembre 2021).
Si vous disposez d'ouvrages ou d'articles de référence ou si vous connaissez des sites web de qualité traitant du thème abordé ici, merci de compléter l'article en donnant les références utiles à sa vérifiabilité et en les liant à la section « Notes et références ».
Robert Jarry est un homme politique français né le 29 décembre 1924 à Connerré dans le département de la Sarthe, mort le 17 septembre 2008 au Mans à la suite d'une rupture d'anévrisme.

## Biographie
Il a tout d'abord été le 1er secrétaire de la fédération PCF de la Sarthe de 1949 à 1977, puis il est devenu maire du Mans, de mars 1977 à mars 2001.
Selon son successeur Jean-Claude Boulard[réf. nécessaire], « à chaque fois qu’il a lancé de grands projets comme le Palais des Congrès, la Médiathèque, Antarès et les Atlantides, il a été critiqué par ceux qui avaient une vision étriquée du Mans, au motif que ces projets auraient été trop importants pour Le Mans [...] Il a fait aboutir ces grands projets. Il a surmonté les critiques, et souvent constaté avec satisfaction que ceux qui les avaient formulées se ralliaient. À travers ces réalisations Robert Jarry a montré que sa seule ambition, c’était son ambition pour Le Mans. »
Robert Jarry a également impulsé des créations de logements sociaux, maisons de retraite, salles de sports et autres infrastructures.
Le socialiste Jean-Claude Boulard, jusque-là président de la communauté urbaine du Mans, lui succède en mars 2001.
Le mercredi 23 septembre 2009, le Conseil municipal de la Ville du Mans rend un hommage à Robert Jarry en renommant le boulevard de la Gare en boulevard Robert Jarry. Un gymnase porte également son nom depuis 2013.

### Élection municipale de 1989
Il est membre du Parti communiste français de 1944 jusqu'à son exclusion en 1989 par Georges Marchais, quelques semaines avant les élections municipales de 1989, : il est possible que ce soit parce qu'il refuse de laisser la place au candidat désigné par Georges Marchais, Daniel Boulay. Il se trouve ainsi placé parmi les « réformateurs » du PCF. 
Le socialiste Jean-Claude Boulard (un des dirigeants des socialistes de la Sarthe) le rejoint sur la liste de rassemblement de la gauche pour les élections municipales. Robert Jarry gagne les élections et reste donc maire du Mans. L'affiche de la campagne de Jarry fait allusion à sa brouille avec le PCF : « J'ai choisi le Mans. Notre ville ». 
Toujours en 1989, il devient très proche du mouvement de la gauche progressiste, sans toutefois en faire partie[réf. nécessaire]. Par la suite Robert Jarry continuera à diriger le Mans en s'alliant avec d'autres dissidents du PCF et avec le parti socialiste (notamment Jean-Claude Boulard sera longtemps premier adjoint au maire et président de la communauté urbaine du Mans)[réf. souhaitée].